# مصطفى آل السيد حيدر الكاظمي
السيد مصطفى بن إبراهيم بن حيدر آل السيد حيدر الكاظمي (ت. 1339 هـ). هو رجل دين شيعي عراقي، وهو من أسرة علمية حيث أن والده إبراهيم أحد رجال الدين وهو مؤلف كتاب هداية المسترشدين إلى معرفة الإمام المبين، وأما جده فهو حيدر الحسني البغدادي، وإليه تنسب أسرة آل حيدر ويقول صاحب أحسن الوديعة عنه وعن هذه الأسرة: «صفوة الفقهاء الأصوليين ولسان المتكلمين السيد حيدر ابن السيد إبراهيم بن السيد محمد بن السيد علي الحسني البغدادي الكاظمي. هذا السيد هو جد السادة القاطنين بأرض الكاظمين المعروفين بآل السيد حيدر، وطائفة منهم قطنوا بغداد، وكلهم من أجلاء السادة ونجبائهم، معروفون بسعة الصدر وثبات الإيمان وحسن الأخلاق وعلو الهمة».

## مؤلفاته
| - بشارة الإسلام في علامات المهدي عليه السلام. يقع هذا الكتاب في جزئين، وقد حكى آغا بزرك الطهراني أن الجزء الأول منه في علائم الظهور أي العلامات التي تسبق ظهور الإمام المهدي كما يعتقد الشيعة وقد طُبع سنة 1331 هـ، وأمّا الجزء الثاني ففي سيرة المهدي وأحواله وأصحابه. | - الباقيات الصالحات في تعقيبات الصلوات. - الأسرار المودعة في أعمال يوم الجمعة. |

## الأقوال فيه
- أجاب علي الحسيني الميلاني عن سؤال حول كتاب بشارة الإسلام ومؤلِّفه بالقول أنَّ «مؤلفه عالم جليل القدر».[4]